# Selioides bulbifer
Selioides bulbifer is een eenoogkreeftjessoort uit de familie van de Nereicolidae. De wetenschappelijke naam van de soort is voor het eerst geldig gepubliceerd in 1986 door Stock.